# Requiem till Halabja
Requiem till Halabja är ett konstverk av Barbro Hedström som sedan 1998 står i parken mot Västerbottensteatern, Skellefteå. Skulpturen är ett minne över Halabjamassakern 1988. 
År 1998 läste Hedström om gasattacken i Halabja 1988, vilket blev inspirationen till konstverket. Strax därefter deltog hon i museum Anna Nordlanders utställning Sommarskulptur II, där 10 kvinnliga konstnärer från Sverige, Danmark och Finland under fem månader skulle samarbeta med sex företag i Skellefteå. Syftet var att "utbyta kunskaper och idéer mellan konstnärer och företag".
Under perioden med Sommarskulptur II besökte hon Arv Andersson AB där hon hittade ett lock till en silotank, vilket blev grunden till konstverket Requiem till Halabja. Arv Andersson AB har även stått för det resterande materialet i skulpturen. Hedström beskrev själv sitt verk:
| ”                 | Här kom skulpturen, född ur en fruktansvärd känsla av sorg och ilska, ur ett oerhört behov att göra något – en protest mot det som har hänt – och så kom bilden av uppskjutningsrampen, sedan duschen av gift som överrumplade människorna mitt i deras vardag, utan förvarning. Och hur förunderlig är inte människan – i Skellefteå förvandlades min sorgeprotest till en glädjeharpa – låt harpan spela. | „ |
| – Barbro Hedström | |   |

Skulpturen har uppmärksammats även i kurdiskspråkig media.